# RTÉ
RTÉ (in irlandese Raidió Teilifís Éireann, "Radio televisione irlandese", IPA [ˈɾˠadʲiːoː ˈtʲɛlʲəfʲiːʃ ˈeːɾʲən̪ˠ]) è l'emittente radiotelevisiva di Stato della Repubblica d'Irlanda.
Esistente fin dal 1926 ma avente forma giudirica dal 1º giugno 1960, ha sede a Dublino e fu tra gli organismi fondatori, nel 1950, dell'Unione europea di radiodiffusione.

## Storia
Le trasmissioni radiofoniche sono iniziate il 1º gennaio 1926 a fianco di 2RN, prima emittente radiofonica del paese e controllata direttamente dal Dipartimento delle poste e dei telegrafi, tuttavia l'azienda sarà fondata ufficialmente, con il nome di Radio Éireann, il 1º giugno 1960, tramite il Broadcasting Authority Act 1960. Successivamente, nel 1961 inizia a trasmettere programmi televisivi ed assume l'attuale denominazione nel 1966.
Secondo la sezione 31 del Broadcasting Authority Act 1960, il ministro delle poste irlandese poteva impedire all'azienda di trasmettere "qualsiasi programma di qualsiasi materia", applicando di fatto una censura. Ciò si rese necessario nel 1971, quando l'allora ministro Gerry Collins diffidò l'azienda dal trasmettere qualsiasi programma che potesse direttamente o indirettamente favorire l'esecuzione di atti violenti. L'anno successivo Collins licenziò l'intero staff dell'azienda in seguito ad un'intervista con Seán Mac Stíofáin, capo della Provisional IRA.
Uno dei suoi programmi di punta è il talk The Late Late Show, trasmesso da RTÉ One.

## Diffusione dei servizi radiotelevisivi nel mondo
Una delle radio della RTÉ è ricevibile in Europa attraverso il satellite Hot Bird.